# Алтышевское сельское поселение
Алты́шевское се́льское поселе́ние (чув. Алтышево ял тӑрӑхӗ) — муниципальное образование в Алатырском районе Чувашии Российской Федерации.
Административный центр — село Алтышево.

## История
Статус и границы сельского поселения установлены Законом Чувашской Республики от 24 ноября 2004 года № 37 «Об установлении границ муниципальных образований Чувашской Республики и наделении их статусом городского, сельского поселения, муниципального района и городского округа».

## Население
| 2010 | 2012  | 2013  | 2014 | 2015 | 2016 | 2017 |
| ---- | ----- | ----- | ---- | ---- | ---- | ---- |
| 1184 | ↘1099 | ↘1039 | ↘950 | ↘828 | ↘815 | ↘771 |
| 2018 | 2019  | 2020  | 2021 |      |      |      |
| ↘746 | ↘718  | ↘673  | ↘648 |      |      |      |

## Состав сельского поселения
| №  | Населённый пункт | Тип населённого пункта       | Население |
| -- | ---------------- | ---------------------------- | --------- |
| 1  | Алтышево         | село, административный центр | ↗1079     |
| 2  | Анютино          | посёлок                      | ↗122      |
| 3  | Баевка           | посёлок                      | ↗10       |
| 4  | Борки            | посёлок                      | ↗100      |
| 5  | Знаменка         | посёлок                      | ↗40       |
| 6  | Кученяево        | посёлок                      | ↗30       |
| 7  | Лесной           | посёлок                      | →0        |
| 8  | Низовка          | посёлок                      | ↗14       |
| 9  | Новиковка        | посёлок                      | ↗32       |
| 10 | Новое Алтышево   | посёлок                      | ↗48       |